# 余若海
余若海，SBS，SC（英文：Benjamin Yu，1957年—），香港資深大律師，分別於1978年及1979年在香港大學取得法律學士學位（一級榮譽）及法律專業證書資格，1980年取得倫敦大學法學碩士學位，2002年曾出任高等法院原訟法庭暫委法官。其姊為香港資深大律師，前公民黨黨魁及主席、香港立法會議員及香港大律師公會主席余若薇。

## 相關事蹟
余若海曾參與龔如心和華懋的千億官司，並曾一擲二億四千多萬港幣購買豪宅。
余若海近年曾多次代表香港特區政府處理不同的司法覆核案件，其中包括就立法會選舉候選人的年齡下限的司法覆核案，本地免費電視牌照的廣播政策，興建機場第三條跑道及融資方案，就2017年行政長官產生辦法的公眾諮詢等。其對香港現今社會形勢有舉足輕重的影響。余若海亦擅於打民事遺產官司，曾參與城中名人包括賭王何鴻燊家族爭產官司、福臨門酒家第二代徐氏家族兩兄弟的股權紛爭案 、陳振聰爭奪龔如心遺產案等。
余若海和其胞姊、公民黨前黨魁余若薇，曾多次在案件中對簿公堂，代表不同的陣營。兩人曾在港珠澳大橋環評報告的司法覆核上訢對薄公堂，最後余若海代表的一方上訴得直。他們亦曾於立法會宣誓風波、香港電視司法覆核案及鄭經翰僭建司法覆核案對壘。
2016年11月3日，於青年新政立法會議員宣誓案中，余若海於法庭說根據中文維基百科中對於支那的解釋，港獨支持者經常使用支那一詞，加上梁頌恆宣誓時手指交叉，代表講一些不是本意的說話，因而有理由相信兩人借宣誓鼓吹港獨，有關行為表現已構成拒絕宣誓。